# It's Okay, That's Love
It's Okay, That's Love (en hangul, 괜찮아, 사랑이야; romanización revisada, Gwaenchanha, Sarangiya), también conocida en español como Está bien, eso es amor, es una serie de televisión surcoreana emitida durante 2014, protagonizada por Jo In Sung y Gong Hyo Jin. Fue transmitida en su país de origen por Seoul Broadcasting System, desde el 23 de julio hasta el 11 de septiembre de 2014, con una longitud de 16 episodios emitidos cada miércoles y jueves a las 21:55 (KST).

## Argumento
Jang Jae Yeol es un escritor de novelas de misterio best sellers y DJ de radio. Juguetón y un poco arrogante, sufre de trastorno obsesivo-compulsivo. Por otro lado, Ji Hae Soo es una psiquiatra que está en el primer año de su beca de investigación. Determinada y ambiciosa con su carrera, y aún más compasiva con sus pacientes, Hae Soo tiene una actitud negativa hacia el amor y las relaciones en su vida personal.
Una vez que Jae Yeol y Hae Soo se conocen, hay mucha discusión entre ellos causada por sus fuertes personalidades y la negativa a ceder a la otra. Pero, poco a poco, sus peleas se convierten en amor y comienzan a descubrir lo compatibles que son. Jae Yeol y Hae Soo tratan de sanar sus profundas heridas mutuamente, pero su pronta relación sufre un duro golpe cuando se enteran de que los problemas de salud mental de Jae Yeol son más graves de lo que sospecharon inicialmente.

## Reparto

### Personajes principales
- Jo In Sung como Jang Jae-yeol.
  - Sung Yu-bin como Jae-yeol (de joven).
- Gong Hyo Jin como Ji Hae Soo.

### Personajes secundarios
- Sung Dong Il como Jo Dong Min.
- Lee Kwang Soo como Park Soo Kwang.
- Jin Kyung como Lee Young Jin.
- Lee Sung Kyung como Oh So Nyeo.
- Do Kyung Soo como Han Kang Woo.
- Yang Ik Jun como Jang Jae Bum.
- Cha Hwa Yeon como Madre de Jae Yeol y Jae Bum.
- Kim Mi Kyung como Madre de Hae Soo.
- Lee Dong-ha como Yoon-chul.
- Han Jung Hyun como Editor Bae.
- Lee El como Se Ra.
- Yoon Jin Yi como Lee Pul Ip.
- Baek Seung Do como Hwan Hee.
- Do Sang-woo como Choi-ho.
- Choi Seung Kyung como Ododoc.
- Choi Moon Kyung como Ji Yoon Soo.
- Myung Jong Hwan como Residente
- Lee Seo Joon como Residente
- Jung Ji Won como Interno.
- Jin Young Bum como Marido.
- Tae Hang Ho como Yang Tae Yong.
- Ha Yeon Joo como Hyun Joo.
- Chang Ki Yong como Sam.
- Goo Hara como Fanática.[7]
- Heo Ji Woong como DJ de Radio.[7]
- Moon Ji In como FD.

### Apariciones especiales
- Jang Ki Yong como Sam, el novio de So-nyeo.

## Banda sonora
1. Chen (EXO) - «Best Luck».
2. Davichi - «It's OK, It's Love».
3. Crush (feat. Punch) - «Sleepless Night».
4. Wheesung - «For You».
5. Hong Dae Kwang - «I Feel You».
6. Yoon Mi Rae - «I Love You».
7. M.C the Max - «U».
8. Orange Caramel - «Tonight».

## Recepción

### Audiencia
En Azul la audiencia más baja y en rojo la más alta, correspondientes a las empresas medidoras TNms y AGB Nielsen.
| Ep. #    | Fecha original de emisión | Share        | Share        | Share       | Share       |
| Ep. #    | Fecha original de emisión | TNmS Ratings | TNmS Ratings | AGB Nielsen | AGB Nielsen |
| Ep. #    | Fecha original de emisión | Nacional     | Seúl         | Nacional    | Seúl        |
| -------- | ------------------------- | ------------ | ------------ | ----------- | ----------- |
| 1        | 23 de julio de 2014       | 9.8 %        | 13.5 %       | 9.3 %       | 11.0 %      |
| 2        | 24 de julio de 2014       | 11.2 %       | 13.6 %       | 9.1 %       | 10.3 %      |
| 3        | 30 de julio de 2014       | 9.4 %        | 11.6 %       | 9.1 %       | 9.6 %       |
| 4        | 31 de julio de 2014       | 10.5 %       | 12.4 %       | 10.1 %      | 11.2 %      |
| 5        | 6 de agosto de 2014       | 9.8 %        | 12.1 %       | 10.1 %      | 11.5 %      |
| 6        | 7 de agosto de 2014       | 9.8 %        | 11.6 %       | 10.0 %      | 10.8 %      |
| 7        | 13 de agosto de 2014      | 11.0 %       | 13.4 %       | 9.8 %       | 11.0 %      |
| 8        | 14 de agosto de 2014      | 10.0 %       | 11.6 %       | 10.2 %      | 10.9 %      |
| 9        | 20 de agosto de 2014      | 9.7 %        | 11.8 %       | 9.7 %       | 10.8 %      |
| 10       | 21 de agosto de 2014      | 11.2 %       | 13.8 %       | 10.0 %      | 11.2 %      |
| 11       | 27 de agosto de 2014      | 9.4 %        | 11.5 %       | 9.1 %       | 10.2 %      |
| 12       | 28 de agosto de 2014      | 10.6 %       | 12.3 %       | 9.7 %       | 10.5 %      |
| 13       | 3 de septiembre de 2014   | 9.3 %        | 11.4 %       | 9.5 %       | 10.7 %      |
| 14       | 4 de septiembre de 2014   | 10.9 %       | 12.4 %       | 9.4 %       | 9.7 %       |
| 15       | 10 de septiembre de 2014  | 11.1 %       | 13.1 %       | 11.4 %      | 12.1 %      |
| 16       | 11 de septiembre de 2014  | 13.4 %       | 15.2 %       | 12.9 %      | 13.8 %      |
| Promedio | Promedio                  | 10.4 %       | 12.6 %       | 19.9 %      | 10.9 %      |

### Premios y nominaciones
| Año  | Premio                                       | Categoría                                            | Nominado                         | Resultado |
| ---- | -------------------------------------------- | ---------------------------------------------------- | -------------------------------- | --------- |
| 2014 | 16th Seoul International Youth Film Festival | Mejor actor joven                                    | Do Kyung Soo                     | Ganador   |
| 2014 | 16th Seoul International Youth Film Festival | Mejor OST por un artista masculino                   | The Best Luck - Chen             | Ganador   |
| 2014 | 5th So-Loved Awards                          | Mejor canción de OST                                 | The Best Luck - Chen             | Ganador   |
| 2014 | 7th Korea Drama Awards                       | Premio a la excelencia, actor                        | Lee Kwang Soo                    | Ganador   |
| 2014 | Korean Society for Schizophrenia Research    | Placa de apreciación                                 | It's Okay, That's Love           | Ganador   |
| 2014 | 6th MelOn Music Awards                       | Mejor OST                                            | It's Okay, That's Love - Davichi | Nominado  |
| 2014 | 3rd APAN Star Awards                         | Daesang (Gran premio)                                | Jo In Sung                       | Ganador   |
| 2014 | 3rd APAN Star Awards                         | Premio a la alta excelencia, actor en una miniserie  | Jo In Sung                       | Nominado  |
| 2014 | 3rd APAN Star Awards                         | Premio a la alta excelencia, actriz en una miniserie | Gong Hyo Jin                     | Nominado  |
| 2014 | 3rd APAN Star Awards                         | Mejor nuevo actor                                    | Do Kyung Soo                     | Ganador   |
| 2014 | 3rd APAN Star Awards                         | Premio a la estrella popular, actor                  | Lee Kwang Soo                    | Ganador   |
| 2014 | 3rd APAN Star Awards                         | Mejor OST                                            | It's Okay, That's Love - Davichi | Nominado  |
| 2014 | 22nd Korea Culture and Entertainment Awards  | Premio a la alta excelencia, actriz en un drama      | Gong Hyo Jin                     | Ganador   |
| 2014 | 16th Mnet Asian Music Awards                 | Mejor OST                                            | It's Okay, That's Love - Davichi | Nominado  |
| 2014 | 16th Mnet Asian Music Awards                 | Mejor OST                                            | I Love You - Yoon Mi Rae         | Nominado  |
| 2014 | Blue Media Awards                            | Premio especial                                      | It's Okay, That's Love           | Ganador   |
| 2014 | SBS Drama Awards                             | Premio a la alta excelencia, actor en una miniserie  | Jo In Sung                       | Nominado  |
| 2014 | SBS Drama Awards                             | Premio a la alta excelencia, actriz en una miniserie | Gong Hyo Jin                     | Ganador   |
| 2014 | SBS Drama Awards                             | Premio a la excelencia, actor en una miniserie       | Sung Dong Il                     | Ganador   |
| 2014 | SBS Drama Awards                             | Premio especial, actor en una miniserie              | Lee Kwang Soo                    | Ganador   |
| 2014 | SBS Drama Awards                             | Premio especial, actriz en una miniserie             | Jin Kyung                        | Ganador   |
| 2014 | SBS Drama Awards                             | Premio especial, actriz en una miniserie             | Cha Hwa Yeon                     | Nominado  |
| 2014 | SBS Drama Awards                             | Estrella Top 10                                      | Jo In Sung                       | Ganador   |
| 2014 | SBS Drama Awards                             | Premio a la popularidad Netizen                      | Jo In Sung                       | Nominado  |
| 2014 | SBS Drama Awards                             | Premio a la popularidad Netizen                      | Gong Hyo Jin                     | Nominado  |
| 2014 | SBS Drama Awards                             | Premio a la mejor pareja                             | Jo In Sung y Gong Hyo Jin        | Ganador   |
| 2015 | 51st Baeksang Arts Awards                    | Mejor actor (TV)                                     | Jo In Sung                       | Nominado  |
| 2015 | 51st Baeksang Arts Awards                    | Mejor nuevo actor (TV)                               | Do Kyung Soo                     | Nominado  |
| 2015 | 51st Baeksang Arts Awards                    | Mejor guion (TV)                                     | Noh Hee Kyung                    | Nominado  |
| 2021 | 57th Baeksang Arts Awards                    | Mejor Drama (TV)                                     | It’s Okay to Not Be Okay         | pendiente |

## Emisión internacional
- Canadá: All TV (2014).
- Estados Unidos: Sky Link TV (2015).
- Hong Kong: TVB Japanese Drama (2014) y TVB J2 (2015).
- Israel: Viva Platina.
- Japón: Mnet Japan (2015).
- Malasia: One TV Asia (2014).
- Singapur: VV Drama (2015).
- Tailandia: Workpoint TV.
- Taiwán: Videoland Drama (2015, 2016).
- Vietnam: HTV3.